# Vagina dentata

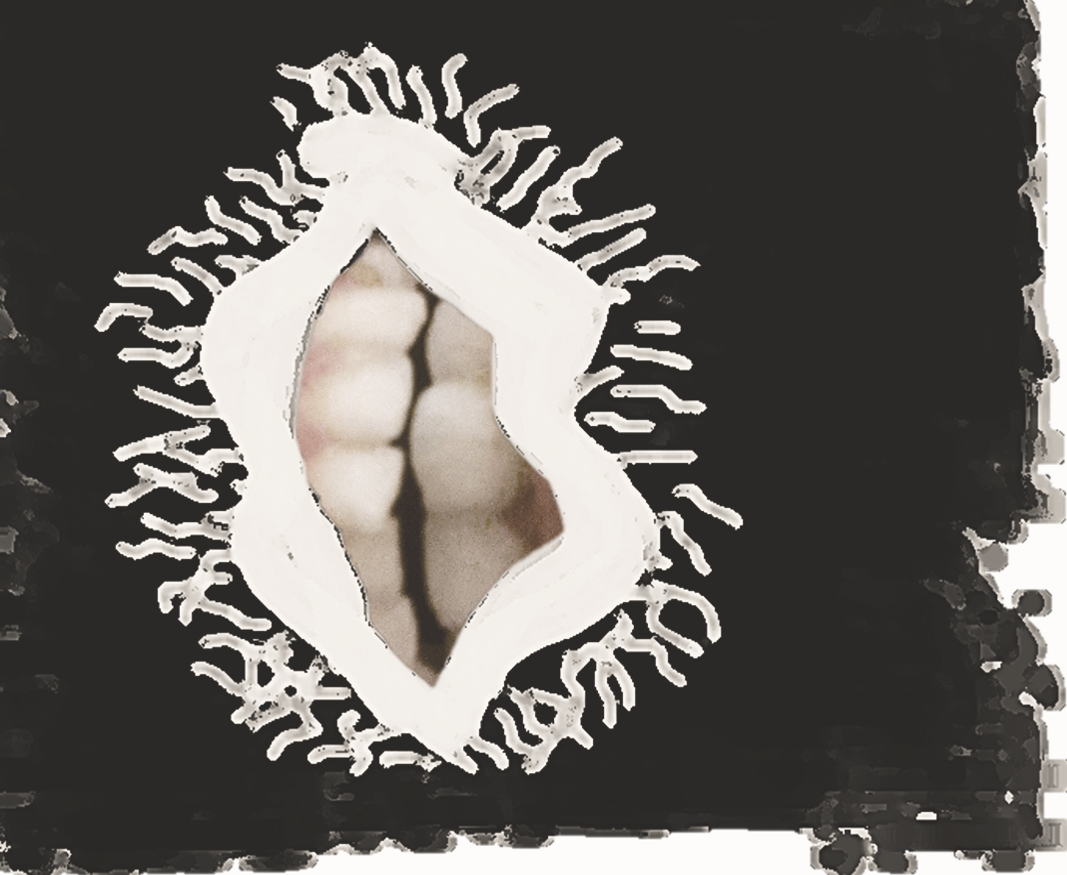
Imagen gráfica de la vagina dentada

Vagina dentata (latinismo cuya traducción es "vagina dentada") es el nombre con al cual se describe el conjunto de leyendas, presentes en varias culturas, que hablan de las mujeres con vaginas con dientes, con la implicación de que una relación sexual culminaría en la emasculación o castración del hombre. Estas leyendas se contaban con el objeto de prevenir sobre los riesgos de mantener relaciones sexuales con mujeres desconocidas.

## Base cultural
La vagina dentata aparece en mitos de varias culturas. Erich Neumann cuenta uno de esos mitos en los que "un pez habita en la vagina de la Terrible Mother, el héroe es el hombre que derrota a la Terrible Mother, rompe el diente de su vagina, y le fornica."
El mito expresa la amenaza del coito que expone al hombre que, aunque empieza triunfante, siempre acaba cabizbajo. Durante la Edad Media, fue una leyenda que sirvió a la religión para ejercer el control sobre las prácticas sexuales "antinaturales". A través de esta y de otras amenazas, se incentivaba la virtud cristiana de la castidad, el dominio de los apetitos más bajos y se infundía miedo a los varones para que no mantuviesen relaciones sexuales extramaritales.
La vagina dentata se ha convertido en una atractiva imagen para muchos artistas y escritores, particularmente entre las obras del surrealismo o del psicoanálisis. El mito no tiene nada que ver con Sigmund Freud, a quien se le atribuye erróneamente. Freud nunca mencionó este latinismo en ninguno de sus trabajos y va en contra de sus propios pensamientos sobre la castración. Para Freud, la vagina significa miedo a la castración, porque el niño joven supone que la mujer empezó teniendo un pene que ahora está atrofiado. La vagina, entonces, sería el resultado de la castración, no la causa.

## En la cultura popular
El mito de la vagina dentata se ha popularizado recientemente [cita requerida] por su aparición en un pasaje del superventas American Gods, de Neil Gaiman, y por la película  Teeth (2007). La obra de anime Wicked City y la novela Cristóbal Nonato de Carlos Fuentes contienen personajes femeninos con vagina dentata, así como en la novela Dr. Adder de K. W. Jeter. En la novela Snow Crash de Neal Stephenson aparece un artilugio llamado "Dentata", que es un dispositivo anti-violación introducido en la vagina (se cree que durante el siglo XIX se diseñaron dispositivos anti-violación similares aunque no hay registro de que realmente hayan sido usados).[cita requerida] Las vaginas dentadas aparecen también en la obra de ficción de Dan Simmons, por ejemplo en Hyperion y en la colección de historias cortas Lovedeath. También en un capítulo de la serie animada South Park se hace referencia a ella.

## En la cultura prehispánica viva de México
Los relatos de mujeres fantásticas con vaginas dentadas en el México prehispánico están vigentes en algunos pueblos vivos, como entre los zoques de Chiapas. La explicación que dieron los zoques a la erupción del volcán Chichonal en 1982 fue que la Piøwachuwø, una sirena que seducía a los hombres y los castraba por tener la vagina dentada, y que vivía en la laguna al interior del volcán, se movió por dentro de la tierra y cambió su morada al Tacaná, el otro volcán activo de Chiapas, ubicado a cientos de kilómetros del territorio zoque.